# Dang Guo
Dang Guo foi o sistema de partido dominante (não confundir com sistema de partido único) adotado pela República da China e os anos antecessores a década de 1990 em Taiwan. Foi adotado em 1924 por Sun Yat-sen, então líder do Partido Nacionalista Chinês (Kuomintang) após a queda do Império da China de Yuan Shikai, visando criar um governo unificado e centralizado, desalinhado da estrutura ocidental multipartidarista. Chiang Kai-shek mais tarde usou esta politica para controlar e operar o Governo Nacional da República da China (ROC) e o Exército Nacional Revolucionário.
O Dang Guo foi encerrado após a Lei marcial adotada com a fuga dos nacionalistas para Taiwan foi revogada em 1987 pelo presidente Chiang Ching-kuo, uma medida que legalizou outros partidos políticos como o Partido Democrático Progressista e acabou com o Dang Guo .

## Origem
Dang Guo era a abreviação de Yi Dang Zhi Guo (以黨治國), que significa literalmente “usar o partido político para governar o estado”.
Em 1920, Sun Yat-sen, o fundador da República da China, fez de Dang Guo a política nacional oficial após Yuan Shikai, de forma independente nas Eleições Presidenciais da China de 1913, se autodeclarar imperador da China; com Chiang Kai-shek, após a morte de Sun, passando a usar a politica como brecha para aplicar um regime militar com apoio da facção de direita e extrema-direita do Kuomintang, o ocasionou em desentendimentos com o Partido Comunista Chinês e os filiados que mais tarde criaram o Kuomintang de Wang Jingwei.